# Ming Wuzong
Zhengde (正德, 26 octobre 1491-20 avril 1521), de son nom personnel Zhu Houzhao (朱厚照), est le dixième empereur de la dynastie Ming (1505-1521).

## Biographie
Fils de l'empereur Hongzhi, l'un des plus brillants empereurs de la dynastie Ming, il reçoit une éducation confucianiste et excelle dans ses études. Son père et nombre des ministres de son père s'attendent à ce qu'il devienne lui aussi un Empereur brillant.

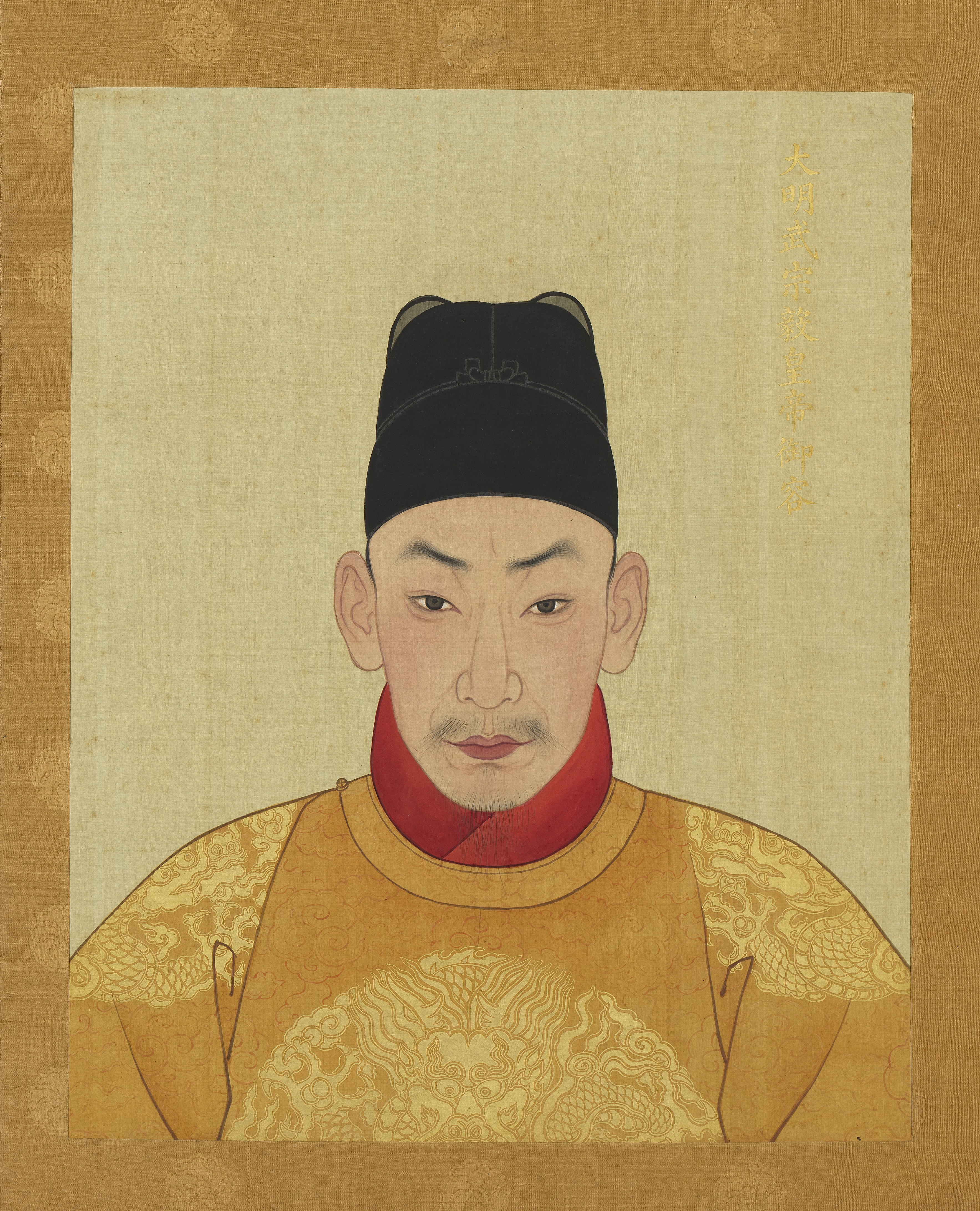
Portrait de cour de Zhengde

Il succède à son père en 1505, alors qu'il n'a que quatorze ans. Il se désintéresse des affaires de l'État et vit dans la luxure, fréquentant les maisons de passe et construisant un palais en dehors de la Cité interdite, la Maison du Léopard (Pao Fang), où il vit entre ses concubines et ses favoris (il est bisexuel). Il passe parfois des mois en dehors de la Cité interdite, ignorant les requêtes pourtant urgentes de ses ministres et refusant de les recevoir.
Son règne marque la montée en puissance des eunuques. L'un des eunuques, Liu Jin (劉瑾), prend beaucoup d'influence auprès du jeune empereur et amasse des quantités considérables d'argent et de biens précieux. Sa fortune mal acquise est estimée à 36 millions de livres d'or et d'argent. Il est ensuite soupçonné d'ourdir un complot pour faire assassiner l'Empereur et placer son propre petit-neveu sur le trône. Il est alors exécuté en 1510 par le supplice du lingchi. L'influence des eunuques ne décroit toutefois pas après sa mort.
En 1518, il se nomme lui-même Général Zhu et conduit personnellement une expédition militaire dans le Nord pour pacifier les tribus mongoles, sans toutefois avoir beaucoup de succès. En 1519, il mène une autre expédition, dans le Jiangxi, pour mater un prince rebelle, mais découvre en arrivant dans cette province que la révolte a déjà été vaincue. Frustré de ne pas pouvoir mener ses troupes à la victoire, il ordonne de faire relâcher le prince rebelle pour pouvoir le vaincre lui-même.
Il meurt en 1521 à l'âge de 29 ans, peut-être d'une pneumonie contractée lors d'une promenade en barque où, saoul, il était tombé à l'eau. N'ayant pas d'héritier, son cousin Zhu Houzong, âgé de treize ans, lui succède sous le nom d'empereur Jiajing.